# Ал-Понт-да-Суер
Ал-Понт-да-Суе́р (кат. El Pont de Suert) — муніципалітет, розташований в Автономній області Каталонія, в Іспанії. Знаходиться у районі (кумарці) Алта-Рібагорса провінції Лєйда, згідно з новою адміністративною реформою перебуватиме у складі Баґарії (округи) Ал Пірінеу і Аран.

## Населення
Населення міста (у 2007 р.) становить 2.418 осіб (з них менше 14 років — 11,6%, від 15 до 64 — 68,6%, понад 65 років — 19,8%). У 2006 р. народжуваність склала 15 осіб, смертність — 26 осіб, зареєстровано 11 шлюбів. У 2001 р. активне населення становило 921 особа, з них безробітних — 75 осіб.

Серед осіб, які проживали на території міста у 2001 р., 1.353 народилися в Каталонії (з них 775 осіб у тому самому районі, або кумарці), 642 особи приїхали з інших областей Іспанії, а 53 особи приїхали з-за кордону. 

Університетську освіту має 15,2% усього населення. 

У 2001 р. нараховувалося 793 домогосподарства (з них 27,1% складалися з однієї особи, 26% з двох осіб,20,4% з 3 осіб, 18,5% з 4 осіб, 5,5% з 5 осіб, 1,8% з 6 осіб, 0,4% з 7 осіб, 0,1% з 8 осіб і 0,1% з 9 і більше осіб).

Активне населення міста у 2001 р. працювало у таких сферах діяльності : у сільському господарстві — 5,7%, у промисловості — 10,9%, на будівництві — 17,8% і у сфері обслуговування — 65,6%. 

 У муніципалітеті або у власному районі (кумарці) працює 654 особи, поза районом — 335 осіб.

### Доходи населення
У 2002 р. доходи населення розподілялися таким чином :
| \| Доходи населення за статтями доходів \| Доходи населення за статтями доходів \| Доходи населення за статтями доходів \| \| Рік \| 2002 р. \| 2001 р. \| \| ------------------------------------ \| ------------------------------------ \| ------------------------------------ \| \| Заробітна платня \| 60,8% \| 61,7% \| \| Доходи від ведення бізнесу \| 23% \| 22,4% \| \| Соціальна допомога \| 16,2% \| 16% \| |         |         |
| Доходи населення за статтями доходів |         |         |
| Рік | 2002 р. | 2001 р. |
| Заробітна платня | 60,8%   | 61,7%   |
| Доходи від ведення бізнесу | 23%     | 22,4%   |
| Соціальна допомога | 16,2%   | 16%     |

### Безробіття
У 2007 р. нараховувалося 16 безробітних (у 2006 р. — 21 безробітний), з них чоловіки становили 37,5%, а жінки — 62,5%.

## Економіка
У 1996 р. валовий внутрішній продукт розподілявся по сферах діяльності таким чином :
| \| Валовий внутрішній продукт \| Валовий внутрішній продукт \| Валовий внутрішній продукт \| \| Рік \| 1996 р. \| 1991 р. \| \| -------------------------- \| -------------------------- \| -------------------------- \| \| Сільське господарство \| 3,2% \| 6,2% \| \| Промисловість \| 28% \| 33,4% \| \| Будівництво \| 12,6% \| 12,2% \| \| Послуги \| 56,2% \| 48,2% \| |         |         |
| Валовий внутрішній продукт |         |         |
| Рік | 1996 р. | 1991 р. |
| Сільське господарство | 3,2%    | 6,2%    |
| Промисловість | 28%     | 33,4%   |
| Будівництво | 12,6%   | 12,2%   |
| Послуги | 56,2%   | 48,2%   |

### Підприємства міста

#### Промислові підприємства
| \| Промислові підприємства міста, за сферою діяльності \| Промислові підприємства міста, за сферою діяльності \| Промислові підприємства міста, за сферою діяльності \| \| Рік \| 2002 р. \| 2001 р. \| \| --------------------------------------------------- \| --------------------------------------------------- \| --------------------------------------------------- \| \| Енергетичні та водні ресурси \| 22,2% \| 27,3% \| \| Хімія та метали \| 11,1% \| 18,2% \| \| Переробка металів \| 11,1% \| 9,1% \| \| Продукти харчування \| 11,1% \| 9,1% \| \| Текстиль \| 0% \| 0% \| \| Виробництво меблів, видання \| 33,3% \| 27,3% \| \| Інше \| 11,1% \| 9,1% \| \| Усього підприємств \| 9 \| 11 \| |         |         |
| Промислові підприємства міста, за сферою діяльності |         |         |
| Рік | 2002 р. | 2001 р. |
| Енергетичні та водні ресурси | 22,2%   | 27,3%   |
| Хімія та метали | 11,1%   | 18,2%   |
| Переробка металів | 11,1%   | 9,1%    |
| Продукти харчування | 11,1%   | 9,1%    |
| Текстиль | 0%      | 0%      |
| Виробництво меблів, видання | 33,3%   | 27,3%   |
| Інше | 11,1%   | 9,1%    |
| Усього підприємств | 9       | 11      |

#### Роздрібна торгівля
| \| Підприємства роздрібної торгівлі міста, за сферою діяльності \| Підприємства роздрібної торгівлі міста, за сферою діяльності \| Підприємства роздрібної торгівлі міста, за сферою діяльності \| \| Рік \| 2002 р. \| 2001 р. \| \| ------------------------------------------------------------ \| ------------------------------------------------------------ \| ------------------------------------------------------------ \| \| Продукти харчування \| 37,7% \| 37,7% \| \| Одяг та взуття \| 19,7% \| 19,7% \| \| Товари для дому \| 9,8% \| 9,8% \| \| Книги та періодичні видання \| 4,9% \| 4,9% \| \| Промислова хімічна продукція \| 11,5% \| 11,5% \| \| Продукція, пов'язана з транспортними засобами \| 0% \| 0% \| \| Інше \| 16,4% \| 16,4% \| \| Усього підприємств \| 61 \| 61 \| |         |         |
| Підприємства роздрібної торгівлі міста, за сферою діяльності |         |         |
| Рік | 2002 р. | 2001 р. |
| Продукти харчування | 37,7%   | 37,7%   |
| Одяг та взуття | 19,7%   | 19,7%   |
| Товари для дому | 9,8%    | 9,8%    |
| Книги та періодичні видання | 4,9%    | 4,9%    |
| Промислова хімічна продукція | 11,5%   | 11,5%   |
| Продукція, пов'язана з транспортними засобами | 0%      | 0%      |
| Інше | 16,4%   | 16,4%   |
| Усього підприємств | 61      | 61      |

#### Сфера послуг
| \| Підприємства міста, що працюють у сфері послуг, за діяльністю \| Підприємства міста, що працюють у сфері послуг, за діяльністю \| Підприємства міста, що працюють у сфері послуг, за діяльністю \| \| Рік \| 2002 р. \| 2001 р. \| \| ------------------------------------------------------------- \| ------------------------------------------------------------- \| ------------------------------------------------------------- \| \| Гуртова торгівля \| 7% \| 6,1% \| \| Готелі та готельний бізнес \| 29,8% \| 32,2% \| \| Транспорт та зв'язок \| 15,8% \| 17,4% \| \| Посередницькі фінансові послуги \| 6,1% \| 5,2% \| \| Послуги підприємствам \| 7% \| 7% \| \| Послуги фізичним особам \| 21,1% \| 18,3% \| \| Нерухомість та ін. \| 13,2% \| 13,9% \| \| Усього підприємств \| 114 \| 115 \| |         |         |
| Підприємства міста, що працюють у сфері послуг, за діяльністю |         |         |
| Рік | 2002 р. | 2001 р. |
| Гуртова торгівля | 7%      | 6,1%    |
| Готелі та готельний бізнес | 29,8%   | 32,2%   |
| Транспорт та зв'язок | 15,8%   | 17,4%   |
| Посередницькі фінансові послуги | 6,1%    | 5,2%    |
| Послуги підприємствам | 7%      | 7%      |
| Послуги фізичним особам | 21,1%   | 18,3%   |
| Нерухомість та ін. | 13,2%   | 13,9%   |
| Усього підприємств | 114     | 115     |

## Житловий фонд
У 2001 р. 6,2% усіх родин (домогосподарств) мали житло метражем до 59 м2, 42,5% — від 60 до 89 м2, 35,2% — від 90 до 119 м2 і
16,1% — понад 120 м2.

З усіх будівель у 2001 р. 18,8% було одноповерховими, 29,3% — двоповерховими, 27,9
% — триповерховими, 10,8% — чотириповерховими, 6,6% — п'ятиповерховими, 4% — шестиповерховими,
2,3% — семиповерховими, 0,3% — з вісьмома та більше поверхами.

## Автопарк
| \| Автомобілі, зареєстровані у місті, за призначенням \| Автомобілі, зареєстровані у місті, за призначенням \| Автомобілі, зареєстровані у місті, за призначенням \| \| Рік \| 2006 р. \| 2005 р. \| \| -------------------------------------------------- \| -------------------------------------------------- \| -------------------------------------------------- \| \| Приватні автомобілі \| 65,1% \| 66,8% \| \| Мотоцикли \| 4,8% \| 5,3% \| \| Вантажівки \| 22,2% \| 21,9% \| \| Трактори \| 1,6% \| 1% \| \| Автобуси та ін. \| 6,3% \| 5% \| \| Усього автомобілів \| 1.580 шт. \| 1.522 шт. \| |           |           |
| Автомобілі, зареєстровані у місті, за призначенням |           |           |
| Рік | 2006 р.   | 2005 р.   |
| Приватні автомобілі | 65,1%     | 66,8%     |
| Мотоцикли | 4,8%      | 5,3%      |
| Вантажівки | 22,2%     | 21,9%     |
| Трактори | 1,6%      | 1%        |
| Автобуси та ін. | 6,3%      | 5%        |
| Усього автомобілів | 1.580 шт. | 1.522 шт. |

## Вживання каталанської мови
У 2001 р. каталанську мову у місті розуміли 97,3% усього населення (у 1996 р. — 98%), вміли говорити нею 77% (у 1996 р. — 
81,5%), вміли читати 75,4% (у 1996 р. — 73,6%), вміли писати 47,3
% (у 1996 р. — 43,3%). Не розуміли каталанської мови 2,7%.

## Політичні уподобання
У виборах до Парламенту Каталонії у 2006 р. взяло участь 1.037 осіб (у 2003 р. — 1.189 осіб). Голоси за політичні сили розподілилися таким чином:
| \| Вибори до Парламенту Каталонії \| Вибори до Парламенту Каталонії \| Вибори до Парламенту Каталонії \| \| Рік \| 2006 р. \| 2003 р. \| \| -------------------------------------- \| ------------------------------ \| ------------------------------ \| \| Конвергенція та Єднання (CiU) \| 43,2% \| 42,4% \| \| Соціалістична партія Каталонії (PSC) \| 34,3% \| 37% \| \| Народна партія (PP) \| 7,3% \| 7,5% \| \| Ініціатива за зелену Каталонію (IC) \| 5,6% \| 3,1% \| \| Республіканська лівиця Каталонії (ERC) \| 7,3% \| 9,1% \| \| Громадянська партія (C's) \| 0,9% \| 0% \| \| Інші \| 1,4% \| 0,9% \| |         |         |
| Вибори до Парламенту Каталонії |         |         |
| Рік | 2006 р. | 2003 р. |
| Конвергенція та Єднання (CiU) | 43,2%   | 42,4%   |
| Соціалістична партія Каталонії (PSC) | 34,3%   | 37%     |
| Народна партія (PP) | 7,3%    | 7,5%    |
| Ініціатива за зелену Каталонію (IC) | 5,6%    | 3,1%    |
| Республіканська лівиця Каталонії (ERC) | 7,3%    | 9,1%    |
| Громадянська партія (C's) | 0,9%    | 0%      |
| Інші | 1,4%    | 0,9%    |

У муніципальних виборах у 2007 р. взяло участь 1.208 осіб (у 2003 р. — 1.356 осіб). Голоси за політичні сили розподілилися таким чином:
| \| Муніципальні вибори \| Муніципальні вибори \| Муніципальні вибори \| \| Рік \| 2007 р. \| 2003 р. \| \| -------------------------------------- \| ------------------- \| ------------------- \| \| Конвергенція та Єднання (CiU) \| 56,4% \| 58,8% \| \| Соціалістична партія Каталонії (PSC) \| 25,7% \| 29,6% \| \| Народна партія (PP) \| 2,8% \| 5,7% \| \| Ініціатива за зелену Каталонію (IC) \| 7,6% \| 0% \| \| Республіканська лівиця Каталонії (ERC) \| 0% \| 0% \| \| Громадянська партія (C's) \| 0% \| 0% \| \| Інші \| 7,5% \| 5,9% \| |         |         |
| Муніципальні вибори |         |         |
| Рік | 2007 р. | 2003 р. |
| Конвергенція та Єднання (CiU) | 56,4%   | 58,8%   |
| Соціалістична партія Каталонії (PSC) | 25,7%   | 29,6%   |
| Народна партія (PP) | 2,8%    | 5,7%    |
| Ініціатива за зелену Каталонію (IC) | 7,6%    | 0%      |
| Республіканська лівиця Каталонії (ERC) | 0%      | 0%      |
| Громадянська партія (C's) | 0%      | 0%      |
| Інші | 7,5%    | 5,9%    |